# FMOD
FMOD - комерційна аудіобібліотека від компанії Firelight Technologies, що дозволяє програвати музичні файли різних форматів в різних операційних системах й платформах. Використовується в іграх та застосунках для забезпечення аудіоможливостей.

## Платформи
FMOD Ex підтримує нижченаведені платформи:
- Microsoft Windows (32-bit і 64-bit)
- Apple Mac OS
- Apple iOS
- Linux (32-bit і 64-bit)
- Android
- BlackBerry
- Nintendo Wii, Wii U, 3DS
- Microsoft Xbox, Xbox 360
- Sony PlayStation 2, PlayStation Portable, PlayStation 3, PlayStation Vita
- Google Native Client

## Формати
FMOD Ex підтримує наступні аудіоформати: AIFF, ASF, ASX, DLS, FLAC, FSB (FMOD's sample bank format), IT, M3U, MIDI, MOD, MP2, MP3, Ogg Vorbis, PLS, S3M, VAG (PS2/PSP формат), WAV, WAX (Windows Media Audio Redirector), WMA, XM, XMA (лише на Xbox 360), так само як і сирі аудіодані.

## Ігри, що використовують FMOD
FMOD has been used in many high profile commercial games since release; this is a partial list.
- Allods Online
- Audition Online
- AutomationGame
- Battlestations: Pacific
- BioShock
- BioShock2
- Brütal Legend
- Clive Barker's Jericho
- Cortex Command
- Crysis
- Cult of the Lamb
- Darkfall
- DJ Hero
- Batman: Arkham Asylum
- De Blob
- Diablo 3
- Dragon Age: Origins
- Dogfighter
- Far Cry
- Forza Motorsport 2
- Forza Motorsport 3
- Guild Wars
- Guild Wars 2
- Guitar Hero III
- Guitar Hero: Aerosmith
- Guitar Hero: World Tour
- Heavenly Sword
- Heroes of Newerth
- Hellgate: London
- Impressive Title, Impressive Title Returns, Impressive Leone
- iRacing.com
- Jurassic Park: Operation Genesis
- Just Cause 2
- League of Legends
- Lego Universe
- LittleBigPlanet
- Metroid Prime 3
- Music Construction Set: Eleven
- Minecraft: Pocket Edition
- Minecraft: Windows 10 Edition
- Natural Selection 2
- Need for Speed: Shift
- Nicktoons Unite!
- Nicktoons: Across the Second Dimension
- Orwell
- Plants vs Zombies
- Pure
- Renegade Ops
- Rise of Flight: The First Great Air War
- ROW Europe: Ruins Of War
- Second Life
- Shadowgrounds
- Shadowgrounds: Survivor
- Shatter
- Shattered Horizon[2]
- Silent Hill: Shattered Memories
- StarCraft II: Wings of Liberty
- Stargate Worlds
- Stranglehold
- Sven Co-op
- Scrap Mechanic
- TimeShift
- TNA iMPACT!
- Tom Clancy's Ghost Recon
- Tom Clancy's Rainbow Six Vegas 2
- Tomb Raider: Underworld
- Tomb Raider (2013 video game)
- Torchlight
- Trine
- Tropico 3
- Vessel
- vSide
- World of Tanks
- World of WarCraft
- You Don't Know Jack
- Zuma

## Інтеграція з ігровими рушіями
- Unity - Unity Technologies
- Unreal Engine 3 - Epic Games[3]
- CryEngine - Crytek[4]
- Torque Game Engine - Garage Games
- BigWorld Technology - Bigworld Technology[5]
- Scaleform - Scaleform Corporation[6]
- Trinigy Vision Engine[7]
- Source - Valve Software[8]
- HeroEngine - Idea Fabrik Plc.[9]

## Виноски
1. ↑  Game List - FmodWiki. Fmod.org. 21 грудня 2009. Архів оригіналу за 1 серпня 2012. Процитовано 17 травня 2010.
2. ↑  Архівована копія. Архів оригіналу за 20 липня 2020. Процитовано 16 серпня 2013.{{cite web}}:  Обслуговування CS1: Сторінки з текстом «archived copy» як значення параметру title (посилання)
3. ↑  Unreal Technology. Unreal Technology. Архів оригіналу за 29 травня 2010. Процитовано 17 травня 2010.
4. ↑  Crytek GmbH: Specifications. Crytek.com. 13 квітня 2010. Архів оригіналу за 17 грудня 2009. Процитовано 17 травня 2010.
5. ↑  BigWorld Technology - BigWorld Partners. Bigworldtech.com. Архів оригіналу за 18 вересня 2010. Процитовано 17 травня 2010.
6. ↑  Integration. scaleform. Архів оригіналу за 20 квітня 2010. Процитовано 17 травня 2010. [Архівовано 2010-04-20 у Wayback Machine.]
7. ↑  Products - Vision Game Engine | 3rd Party Integrations. Trinigy.net. Архів оригіналу за 29 квітня 2010. Процитовано 17 травня 2010.
8. ↑  Implementing FMOD. Valve Software. Архів оригіналу за 25 лютого 2010. Процитовано 16 серпня 2013.
9. ↑  HeroEngine 1.47.0 Enhancements. HeroEngine wiki. Архів оригіналу за 11 квітня 2011. Процитовано 11 серпня 2011. [Архівовано 2011-04-11 у Wayback Machine.]

## Зовнішні посилання
- Домашня сторінка проекту [Архівовано 19 січня 2017 у Wayback Machine.]